# Trichopeltarion ovale
Trichopeltarion ovale is een krabbensoort uit de familie van de Trichopeltariidae. De wetenschappelijke naam van de soort is voor het eerst geldig gepubliceerd in 1896 door Anderson.